# Johann Friedrich Meckel den äldre
Johann Friedrich Meckel, född 31 juli 1724 i Wetzlar, död 18 september 1774 i Berlin, var en tysk läkare. Han var far till Philipp Friedrich Theodor Meckel.
Meckel var professor i anatomi, botanik och obstetrik i Berlin samt lärare vid barnmorskeanstalten där. Han författade ett mycket berömt doktorsspecimen, De qvinto pare nervorum ceribri (1748), samt utförde undersökningar över det perifera nervsystemet, vilka tillhörde dåtidens främsta anatomiska arbeten. Bland hans övriga skrifter märks Nova experimenta et observationes de finibus venarum et vasorum lymphat. (1771). Han invaldes som utländsk ledamot av svenska Vetenskapsakademien 1773.